# Брунс, Манфред
Манфред Брунс (нем. Manfred Bruns; 1934, Линце-на-Рейне — 22 октября 2019
) — бывший федеральный прокурор Верховного суда Германии в Карлсруэ, пресс-секретарь Союза геев и лесбиянок Германии — LSVD. С 1994 года — на пенсии. Продолжал заниматься правовыми вопросами и поддержкой официального сайта для LSVD.
Брунс был женат и имел трёх детей. На момент смерти проживал в Карлсруэ со своим партнёром. Являлся открытым геем и активно участвовал в немецком ЛГБТ-движении в борьбе за права ЛГБТ, принимал участие в акциях по борьбе со СПИДом.
Брунс награждён президентом Германии орденом «За заслуги перед ФРГ» первой степени за «активную общественную и общественно-политическую деятельность в направлении эмансипации гомосексуалов и борьбу за их права, а также за защиту чести и человеческого достоинства ВИЧ-положительных людей и людей, больных СПИДом».

## Избранная библиография
- Manfred Bruns, Rainer Kemper: Lebenspartnerschaftsrecht: Handkommentar, Baden-Baden, 2. Auflage, 2006. — ISBN 978-3-8329-1182-9